# Прапор Відня
Пра́пор Відня — офіційний символ столиці Австрії.

## Опис
Прапор є прямокутним полотнищем, що складається з двох рівновеликих горизонтально розташованих смуг, верхня з яких червоного кольору, а нижня — білого.